# Seznam postav z Jurského parku
Seznam postav z Jurského parku je seznam fiktivních postav, které se objevily v dílech Michaela Crichtona Jurský park a Ztracený svět, a ve filmech Jurský park a Ztracený svět: Jurský park, které vychází z těchto knih. V seznamu jsou také postavy a místa z filmů Jurský park 3, Jurský svět, Jurský svět: Zánik říše a Jurský svět: Nadvláda, které nejsou adaptací původních knih, objevují se v nich ale některé známé postavy. Ve více filmech si zahrály například postavy Alana Granta, Ellie Sattlerové, Iana Malcolma, Johna Hammonda nebo Henryho Wu. Ve filmu Jurský svět se představily postavy Owena Gradyho a Claire Dearingové, které patří mezi hlavní v nové trilogii.

## Hlavní postavy

### Alan Grant
- Postava z: Jurský park (kniha a film), Jurský park 3 a Jurský svět: Nadvláda
- Hraje: Sam Neill

Alan Grant je fiktivní postava románu a série filmů Jurský park. Jde o paleontologa z Montany (USA), specializovaného na teropodní dinosaury. Grant je v době prvního filmu starý asi 40 let a je pověstný svou mrzutostí a špatným vztahem k dětem jakéhokoliv věku. Vydává se spolu s kolegyní a přítelkyní Ellie Sattlerovou na pozvání milionáře Johna Hammonda prozkoumat a odborně posoudit Jurský park, nový zábavní park plný naklonovaných dinosaurů. Hammond potřebuje dobrozdání expertů na dinosaury a tak je přizván i Grant, kterému předtím milionář dlouhodobě sponzoroval vykopávky. Výprava se tedy vydá na kostarický ostrov Isla Nublar, kde je park umístěn. Dinosauři se však dostanou mimo kontrolu a mnoho lidí zemře. Grant tento nebezpečný „výlet“ přežije a je mu dopřáno stát se hlavní postavou i ve třetím díle série (ve filmu Jurský park 3). Granta v obou případech ztvárnil novozélandský herec Sam Neill.
Knižní předloha paleontologa se od filmové podoby lišila jen v několika drobnostech. Grant je v knize popisován s plnovousem, oproti hladce oholenému Samu Neillovi, a jeho vztah k dětem je oproti filmovému postoji opačný. Ve druhé knize je pouze zmiňován a z pera Michaela Crichtona žádná další knižní pokračování nejsou, třetí film již nevychází z knižní předlohy.

### Ellie Sattlerová
- Postava z: Jurský park (kniha a film), Jurský park 3 a Jurský svět: Nadvláda
- Hraje: Laura Dernová

Paleobotanička z knihy a filmů Jurský park a Jurský park 3. Atraktivní mladá blondýna je postgraduální studentkou paleobotaniky u Dr. Alana Granta. Sattlerová se spolu s ním zúčastní prohlídky parku a nebezpečný výlet stejně jako Grant přežije. Ze začátku spolu mají také vztah, ten ale nepokračuje (ve třetím díle se ukáže, že Sattlerová se vdala za jakéhosi právníka a s Grantem zůstali jen přáteli). Ve filmu ztvárnila roli Sattlerové americká herečka Laura Dernová.

### Ian Malcolm
- Postava z: Jurský park (kniha a film), Ztracený svět (kniha a film), Jurský svět: Zánik říše a Jurský svět: Nadvláda
- Hraje: Jeff Goldblum

Ian Malcolm je fiktivní postavou excentrického matematika a specialisty na teorii chaosu z románu a dvou filmů série Jurského parku. Malcolm je dlouhou dobu jediný, který předpovídá budoucí katastrofu v parku na základě svých matematických vývodů. Nevěří totiž na bezproblémové fungování tak složitého systému, jakým je dinosauří park, řízený počítačem.
V knize nakonec Malcolm umírá, ve filmu je naopak zraněn tyranosaurem, ale přežívá. V pokračování Ztracený svět: Jurský park se však (navzdory svému knižnímu úmrtí) dokonce stává hlavním hrdinou, ačkoliv po značnou část děje kulhá a chodí o holi (pozůstatky zranění z parku). Ve filmovém zpracování, kde Malcolma ztvárnil Jeff Goldblum, se však tato zranění nijak neprojevila.

### John Hammond
- Postava z: Jurský park (kniha a film), Ztracený svět (film), Jurský svět (socha) a Jurský svět: Zánik říše (obraz)
- Hraje: Richard Attenborough

John Parker Hammond (* 14. března 1928) je fiktivní postava multimilionáře, duchovního tvůrce a zakladatele Jurského parku. Hammond začíná svoji kariéru jako chudý mladík, který přichází v 50. letech minulého století do Londýna bez kontaktů a bez náležitých finančních prostředků. Díky svému talentu se však stává úspěšným obchodníkem a začíná koketovat s tehdy zcela novým a vysoce perspektivním odvětvím biologie – genetickým inženýrstvím. Na konci 70. let zakládá soukromou biotechnologickou společnost InGen (International Genetic Technologies), která se rozhodne k nevídanému kroku – znovuoživení vyhynulých (tzv. neptačích) dinosaurů. V románu se to v průběhu 80. let nakonec povede a Hammond se rozhodne svůj nápad zpeněžit, založit atrakci na způsob zábavního parku. Jurský park má stát na zakoupeném kostarickém ostrově (Isla Nublar, dinosauři jsou však klonováni především na druhém ostrově – Isla Sorna). Hammond ale před otevřením potřebuje dobrozdání pro investory. Proto pozve do parku odbornou inspekci vedenou paleontologem Alanem Grantem. Dinosauři se ale vinou hamižného počítačového experta Dennise Nedryho (který vypne proud, aby se dostal z ostrova s ukradenou dinosauří DNA) osvobodí z elektrických ohradníků a mnoho lidí, v knize i samotného Hammonda, zabijí.
Hammond svým hlasem (v podání herce Richarda Attenborougha) také provází hráče během hrací doby počítačové hry Trespasser.

### Robert Muldoon
- Postava z: Jurský park (kniha a film)
- Hraje: Bob Peck

Robert Muldoon je fiktivní postava lovce a správce parku v románu i filmu Jurský park, ve kterém jej ztvárnil herec Bob Peck). V románu je popisován jako obtloustlý, ale schopný alkoholik, což je v rozporu s postavou filmovou. Pochází z Keni, kde dříve pracoval jako ochránce zvěře v safari parcích. V polovině 80. let 20. století je však najat pro park na ostrově Isla Nublar. Tam neustále přesvědčuje majitele parku Johna Hammonda, že velociraptoři jsou pro chov v parku příliš nebezpeční a chce je proto utratit. Dožaduje se také účinnějších zbraní. V obou příbězích je později ohrožován velociraptory, na rozdíl od románu je pouze ve filmu jimi zabit.

### Dennis Nedry
- Postava z: Jurský park (kniha a film)
- Hraje: Wayne Knight

Dennis Nedry je fiktivní postava slavného románu a filmu Jurský park. Jde o korpulentního počítačového technika, který tvoří počítačový systém ovládající park. Pracuje pro Johna Hammonda a jeho společnost InGen, ale nechá se zlákat vidinou peněz (asi 1,5 milionu dolarů) a ukradne dinosauří embrya pro konkurenční biotechnologickou společnost Biology Synthetics Technologies, známou také jako Biosyn. Při krádeži záměrně vypne bezpečnostní zařízení (aby se dostal do přístaviště) a dinosauři se následně dostanou ven z elektrických ohradníků. To se stane osudné mnoha lidem i samotnému Nedrymu, když ho po havárii v džungli zabije a sežere dravý dinosaurus Dilophosaurus. Ve filmu hraje postavu Nedryho převážně komediální herec Wayne Knight, samotná literární postava ale nebyla stvořena jako komická.

### Peter Ludlow
- Postava z: Ztracený svět: Jurský park
- Hraje: Arliss Howard

Peter Ludlow je fiktivní postava z filmu Ztracený svět: Jurský park režiséra Stevena Spielberga. Jedná se o synovce miliardáře Johna Hammonda, který ho vystřídá poté, co je Hammond sesazen z funkce ředitele InGenu. Ludlow chce využít existence dinosaurů na ostrově Isla Sorna a převést je na pevninu, kde chce vybudovat jakousi obdobu Jurského parku. Je však jen jedním z mála, kteří výpravu na ostrov přežijí. Při incidentu v San Diegu jej však nakonec skolí mládě tyranosaura. Ludlow patří k postavám, které se v původním Crichtonově románu neobjevily.